# Віндіго (фільм)
Віндіго — канадський драматичний фільм режисера Роберта Моріна, випущений у 1994 році. Частково заснований на романі Джозефа Конрада «Серце пітьми», фільм зосереджується на корінних народах Канади у сільській місцевості північного Квебеку, які проголосили незалежність від Канади, і журналістові з Монреаля, який подорожує їхньою територією, щоб висвітлити історію.
У ролях: Дональд Морен, Гай Надон, Івон Леру, Річард Кістабіш і Серж Гуд.
Прем'єра фільму відбулася на Міжнародному кінофестивалі в Торонто 1994 року, де він отримав почесну відзнаку від журі в номінації «Найкращий канадський фільм». Комерційний випуск відбувся у листопаді 1994 року.
Фільм став одним із шести фіналістів премії Rendez-vous du cinéma québécois Prix L.-E. Уімет-Молсон у 1995 році.